# 김성동 (축구 선수)
김성동(한국 한자: 金成桐, 2002년 2월 23일 ~ )은 대한민국의 축구 선수로, 포지션은 골키퍼이다. 현재 K리그2 FC 안양 소속이다.

## 학력
- 진주고등학교 (전학)
- 전주공업고등학교 (졸업)
- 호원대학교 (중퇴)

## 클럽 경력
김성동은 32라운드 경남 FC 홈경기에서 K리그2 데뷔전을 치렀다. 팀은 1대1로 무승부를 거두었다.
33라운드 김천 상무 FC 원정경기에서 4실점을 했고, 34라운드 성남 FC 홈경기에서 1실점을 했지만 슈퍼세이브도 몇 차례 보여주었다.
시즌 초반 세 경기에서 U-22 멤버로서 경기 막판 교체 투입되다가 6월 25일(19라운드) 경남 FC 원정경기에서 주전 김다솔의 컨디션 난조로 풀타임을 무실점 소화했다.
시즌 기록은 5경기 출장(1선발, 총 158분) 1실점이다.